# Beachville
Cet article concerne la banlieue de Nelson, en Nouvelle-Zélande. Pour le village de l’Ontario au Canada où s'est déroulée la première compétition enregistrée de baseball en 1838, voir Beachville (Canada).
Beachville est une banlieue interne de la cité de Nelson située dans l’Île du Sud de la Nouvelle-Zélande.

## Situation
Elle siège à l’angle ouest du centre de la cité de Nelson, au sud-est de Port Nelson.